# Gomionica (Kiseljak, BiH)
Gomionica je naseljeno mjesto u općini Kiseljak, Federacija Bosne i Hercegovine, BiH.

## Stanovništvo

### 1991.
Nacionalni sastav stanovništva 1991. godine, bio je sljedeći:
ukupno: 427
- Muslimani - 417
- Hrvati - 6
- ostali, neopredijeljeni i nepoznato - 4

### 2013.
Nacionalni sastav stanovništva 2013. godine, bio je sljedeći:
ukupno: 444
- Bošnjaci - 428
- Hrvati - 7
- ostali, neopredijeljeni i nepoznato - 9